# Марія Санчес Лоренсо
Марія Санчес Лоренсо (ісп. María Antonia Sánchez Lorenzo; нар. 7 листопада 1977) — колишня іспанська тенісистка. Найвищу одиночну позицію — ранг 23 досягнула 5 квітня 2004 року.

## Фінали турнірів WTA

### Одиночний розряд: 3 (1–2)
| Легенда: До 2009              | Легенда: Починаючи з 2009 |
| ----------------------------- | ------------------------- |
| Турніри Великого шолома (0/0) |                           |
| Турніри WTA (0/0)             |                           |
| Tier I (0/0)                  | Premier Mandatory (0/0)   |
| Tier II (0/0)                 | Premier 5 (0/0)           |
| Tier III (0/2)                | Premier (0/0)             |
| Tier IV & V (1/0)             | International (0/0)       |

| Результат | Ранг | Дата           | Турнір                              | Покриття | Опонент         | Рахунок       |
| --------- | ---- | -------------- | ----------------------------------- | -------- | --------------- | ------------- |
| Перемога  | 1.   | 8 серпня 1999  | Knokke-Heist, Бельгія               | Ґрунт    | Деніса Хладкова | 6–7, 6–4, 6–2 |
| Runner–up | 2.   | 24 травня 2003 | Мадрид, Іспанія                     | Ґрунт    | Чанда Рубін     | 4–6, 7–5, 4–6 |
| Runner–up | 3.   | 29 лютого 2004 | Copa Colsanitas Santander, Колумбія | Ґрунт    | Фабіола Сулуага | 6–3, 4–6, 2–6 |

### Парний розряд: 3 (0-3)
| Легенда: До 2009              | Легенда: Починаючи з 2009 |
| ----------------------------- | ------------------------- |
| Турніри Великого шолома (0/0) |                           |
| Турніри WTA (0/0)             |                           |
| Tier I (0/0)                  | Premier Mandatory (0/0)   |
| Tier II (0/0)                 | Premier 5 (0/0)           |
| Tier III (0/2)                | Premier (0/0)             |
| Tier IV & V (0/1)             | International (0/0)       |

| Результат | Ранг | Дата           | Турнір                     | Покриття | Партнер          | Опоненти                     | Рахунок  |
| --------- | ---- | -------------- | -------------------------- | -------- | ---------------- | ---------------------------- | -------- |
| Поразка   | 1.   | 12 липня 1999  | Orange Warsaw Open, Польща | Ґрунт    | Гала Леон Гарсія | Лаура Монтальво Паола Суарес | 4–6, 3–6 |
| Поразка   | 2.   | 22 травня 2000 | Мадрид, Іспанія            | Ґрунт    | Гала Леон Гарсія | Ліза Реймонд Ренне Стаббс    | 1–6, 3–6 |
| Поразка   | 5.   | 1 травня 2006  | Estoril Open, Португалія   | Ґрунт    | Хісела Дулко     | Лі Тін Сунь Тяньтянь         | 2–6, 2–6 |

## Досягнення у турнірах Великого шолома
| Турнір                                 | 1996 | 1997 | 1998 | 1999 | 2000 | 2001 | 2002 | 2003 | 2004 | 2005 | 2006 | П–П   |
| -------------------------------------- | ---- | ---- | ---- | ---- | ---- | ---- | ---- | ---- | ---- | ---- | ---- | ----- |
| Відкритий чемпіонат Австралії з тенісу | 2р   | 1р   | 1р   | 2р   | 1р   | 1р   | A    | 1р   | 1р   | 1р   | 3р   | 6–10  |
| Відкритий чемпіонат Франції з тенісу   | 2р   | A    | 1р   | 3р   | 1р   | 1р   | A    | 3р   | 2р   | 2р   | 1р   | 7–9   |
| Вімблдонський турнір                   | 1р   | 2р   | 1р   | 3р   | 1р   | A    | 1р   | 1р   | 2р   | 2р   | 1р   | 5–10  |
| Відкритий чемпіонат США з тенісу       | 1р   | 1р   | 1р   | 2р   | 2р   | A    | A    | 3р   | 1р   | 2р   | 1р   | 5–9   |
| П–П                                    | 2–4  | 1–3  | 0–4  | 8–4  | 1–4  | 0–2  | 0–1  | 4–4  | 2–4  | 3–4  | 2–4  | 23–38 |
| Рейтинг на кінець року                 | 117  | 53   | 71   | 41   | 99   | 215  | 110  | 42   | 52   | 83   | 137  |       |

## Фінали ITF, одиночний розряд: 12 (9–3)
| Турніри $100,000 |
| Турніри $75,000  |
| Турніри $50,000  |
| Турніри $25,000  |
| Турніри $10,000  |

| Результат | Ранг | Дата            | Турнір                          | Покриття   | Опонент in the final     | Рахунок in the final    |
| Перемога  | 1.   | 17 травня 1993  | Тортоса, Іспанія                | Ґрунт      | Анхелес Монтоліо         | 6-2, 7-5                |
| Перемога  | 2.   | 27 червня 1994  | Касерес (Іспанія), Іспанія      | Ґрунт      | Наталі Ерреман           | 6-4, 6-4                |
| Поразка   | 3.   | 24 липня 1995   | Вальядолід, Іспанія             | Ґрунт      | Claudia Porwick          | 4-6, 2-6                |
| Перемога  | 4.   | 23 лютого 1997  | Redbridge, Велика Британія      | Тверде (i) | Олена Татаркова          | 6-1, 6-4                |
| Перемога  | 5.   | 7 квітня 1997   | Афіни, Греція                   | Тверде (i) | Софія Празеріс           | 6-7(7-9), 6-1, 7-6(7-4) |
| Перемога  | 6.   | 10 серпня 1998  | Братислава, Словаччина          | Ґрунт      | Радка Бобкова            | 3-6, 6-2, 6-2           |
| Перемога  | 7.   | 14 вересня 1998 | Бордо, Франція                  | Ґрунт      | Ріта Куті-Кіш            | 6-1, 6-4                |
| Перемога  | 8.   | 15 травня 2000  | Порту, Португалія               | Ґрунт      | Вірхінія Руано Паскуаль  | 6-4, 4-6, 6-3           |
| Перемога  | 9.   | 18 березня 2002 | Сьюдад-Хуарес, Мексика          | Ґрунт      | Евелін Фаут              | 4-6, 6-2, 6-1           |
| Перемога  | 10.  | 29 березня 2002 | Сан-Луїс-Потосі (штат), Мексика | Ґрунт      | Мелінда Цінк             | 7-5, 7-5                |
| Поразка   | 11.  | 7 липня 2002    | Орбетелло, Італія               | Ґрунт      | Євгенія Куликовська      | 1-6, 5-7                |
| Поразка   | 12.  | 8 жовтня 2005   | Барселона, Іспанія              | Ґрунт      | Катержина Богмова (1986) | 6-3, 3-6, 5-7           |

### Фінали ITF, парний розряд: 3 (1-2)
| Результат | Ранг | Дата            | Турнір                     | Покриття | Партнер              | Опоненти in the final                                | Рахунок in the final    |
| Поразка   | 1.   | 27 червня 1994  | Касерес (Іспанія), Іспанія | Тверде   | Маріам Рамон Клімент | Гала Леон Гарсія Ханет Соуто                         | 6–4, 2–6, 1–6           |
| Поразка   | 2.   | 11 вересня 2000 | Бордо, Франція             | Ґрунт    | Лурдес Домінгес Ліно | Віржіні Раззано Мелані Шнелль                        | 6-2, 5-7, 3-6           |
| Перемога  | 3.   | 3 жовтня 2005   | Барселона, Іспанія         | Ґрунт    | Лурдес Домінгес Ліно | Кончіта Мартінес Гранадос Марія Хосе Мартінес Санчес | 7-5, 6-7(4-7), 7-6(7-3) |

## Перемоги над гравцями першої 10-ки
| Сезон    | 2005 | Всього |
| Перемоги | 1    | 1      |

| #    | Гравець           | Рейтинг | Турнір                                               | Покриття | Раунд      | Рахунок       |
| ---- | ----------------- | ------- | ---------------------------------------------------- | -------- | ---------- | ------------- |
| 2005 |                   |         |                                                      |          |            |               |
| 1.   | Анастасія Мискіна | Ранг 6  | Відкритий чемпіонат Франції з тенісу, Париж, Франція | Ґрунт    | 1-ий раунд | 6–4, 4–6, 6–0 |